# Howard Coble
John Howard Coble (ur. 18 marca 1931, zm. 3 listopada 2015) – amerykański polityk, członek Partii Republikańskiej. Od 1985 do 2015 zasiadał w Izbie Reprezentantów.